# Ђаратана
Ђаратана (итал. Giarratana) је насеље у Италији у округу Рагуза, региону Сицилија.
Према процени из 2011. у насељу је живело 2932 становника. Насеље се налази на надморској висини од 521 м.

## Становништво
| 1936. | 1951. | 1961. | 1971. | 1981. | 1991. | 2001. | 2011. |
| ----- | ----- | ----- | ----- | ----- | ----- | ----- | ----- |
| 4.106 | 4.163 | 4.036 | 3.491 | 3.418 | 3.411 | 3.343 | 3.143 |